# Alexandre Marie Guillemin
Pour les articles homonymes, voir Guillemin.
Alexandre Marie Guillemin né à Paris le 15 octobre 1817 et mort à Bois-le-Roi le 24 octobre 1880 est un peintre français.

## Biographie
Élève d'Antoine-Jean Gros, Alexandre Marie Guillemin est essentiellement un peintre de genre. Il participe à partir de 1840 au Salon de Paris et est remarqué au Salon de 1857 par Jules Verne qui lui consacre une notice.

## Œuvres dans les collections publiques
États-Unis
- Baltimore, Walters Art Museum :
  - Intérieur, femme et enfant, vers 1835, craie noire sur papier ;
  - Intérieur, homme apprenant la prière à un garçon, vers 1840, craie noire sur papier ;
  - Filles de paysannes italiennes en prière, 1864, aquarelle sur papier ;
  - L'Aide aux blessés, vers 1865, aquarelle sur papier ;
  - Intérieur avec une Italienne et des enfants, aquarelle sur papier.

France
- Meaux, musée Bossuet : Les Amoureux dans les blés, 1842.
- Brest, musée des Beaux-Arts : La Dernière Prière, 1844, huile sur toile.

Pays-Bas
- Amsterdam, musée d'Amsterdam :
  - Une dame rendant visite à une famille, 1845 ;
  - Papeter bij de haard, 1859.

Œuvres d'Alexandre Marie Guillemin
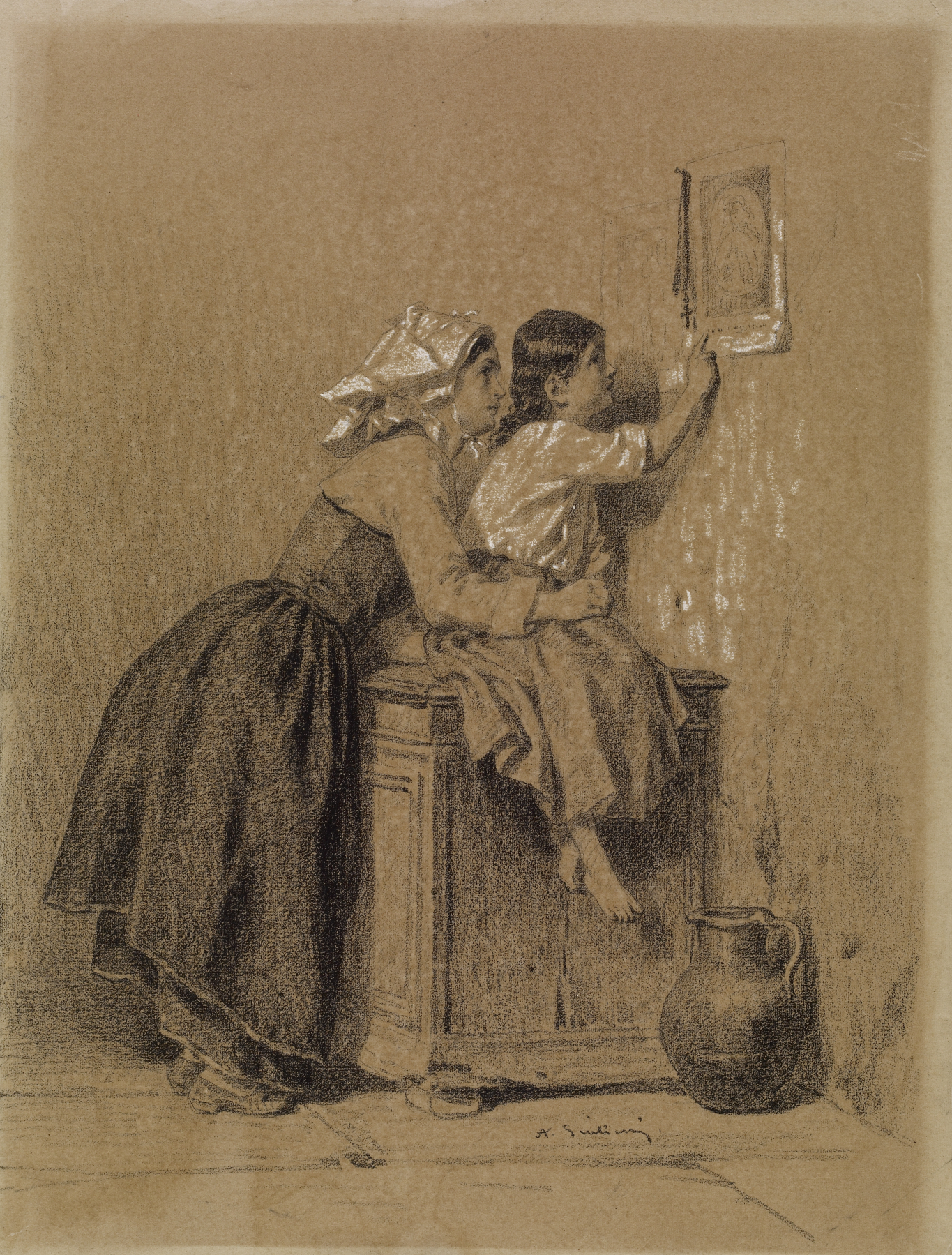
Intérieur, femme et enfant, vers 1835, Baltimore, Walters Art Museum.
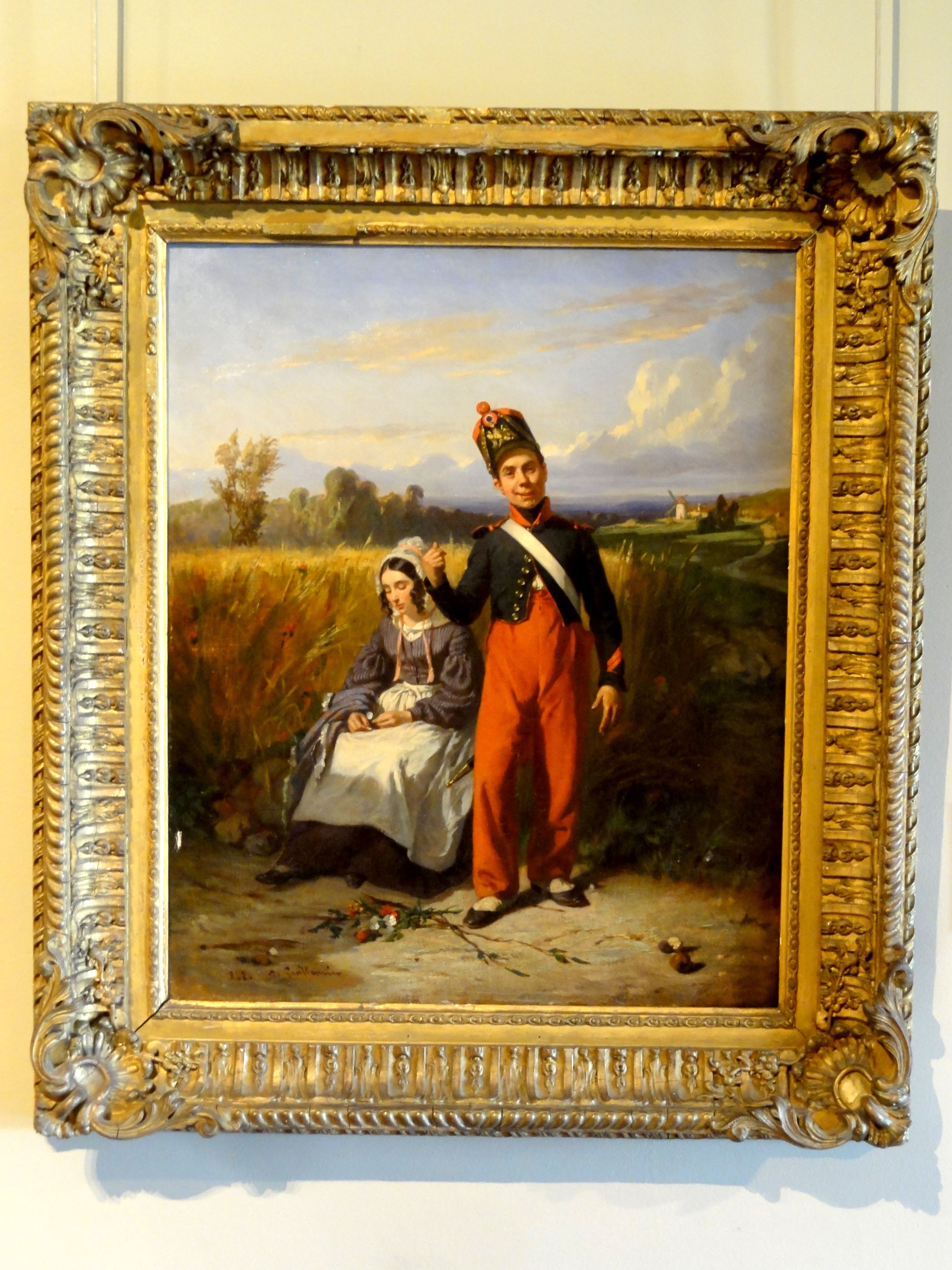
Les Amoureux dans les blés, 1842, Meaux, musée Bossuet.
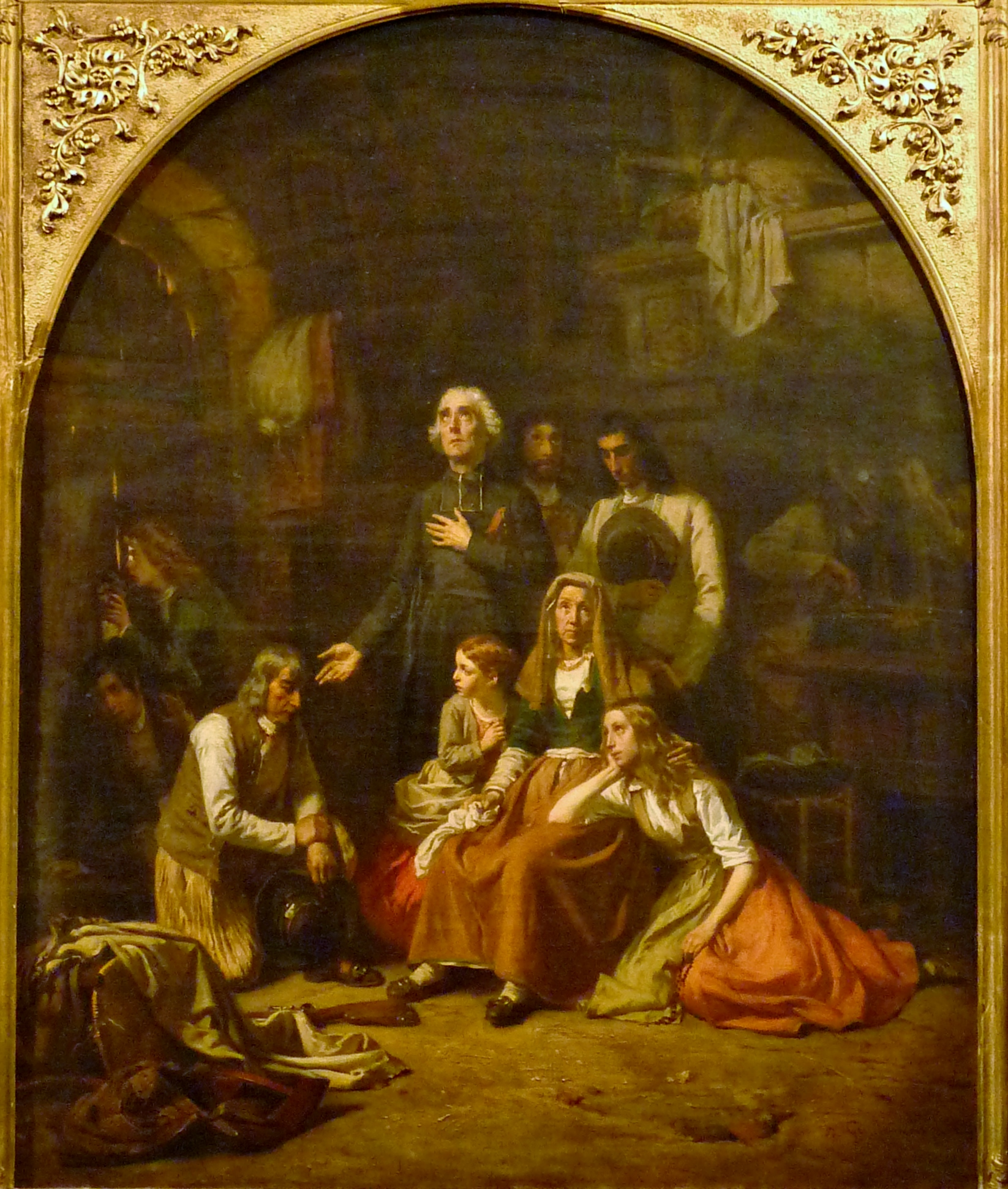
La Dernière prière, 1844, musée des Beaux-Arts de Brest.
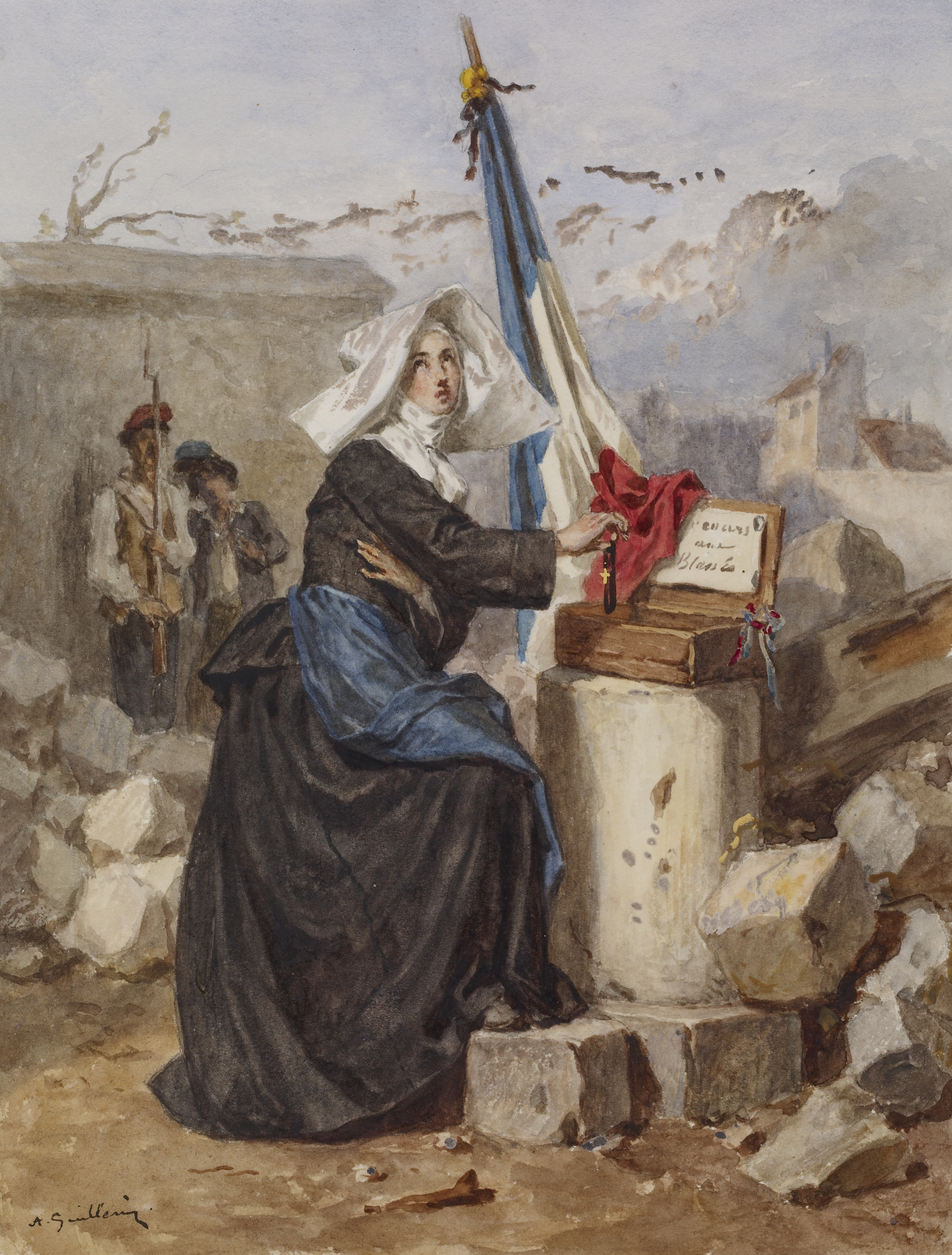
L'Aide aux blessés, vers 1865, Baltimore, Walters Art Museum.

## Distinctions
- Légion d'honneur, juillet 1861.